# Diébédo Francis Kéré

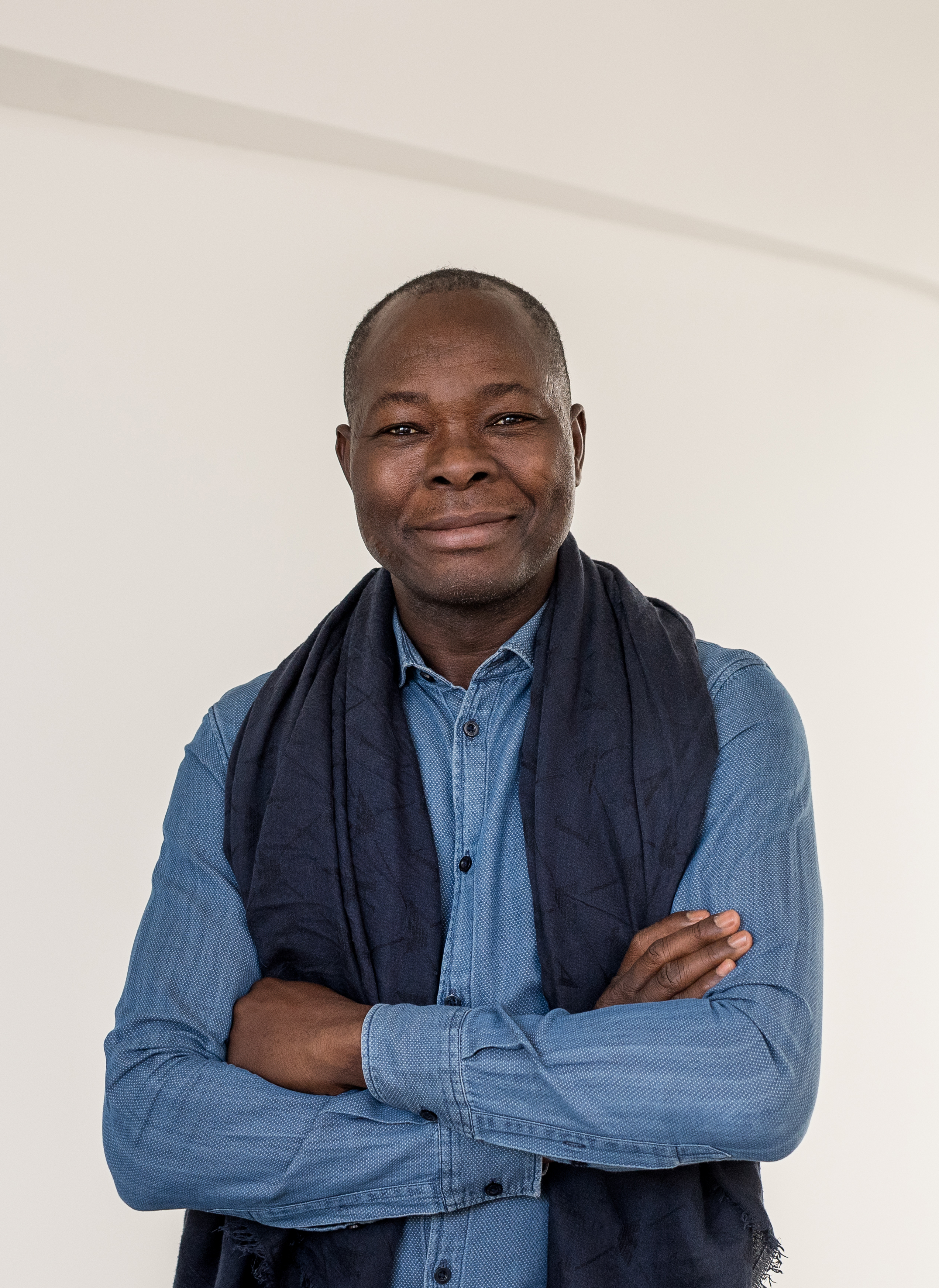
Francis Kéré (2019)

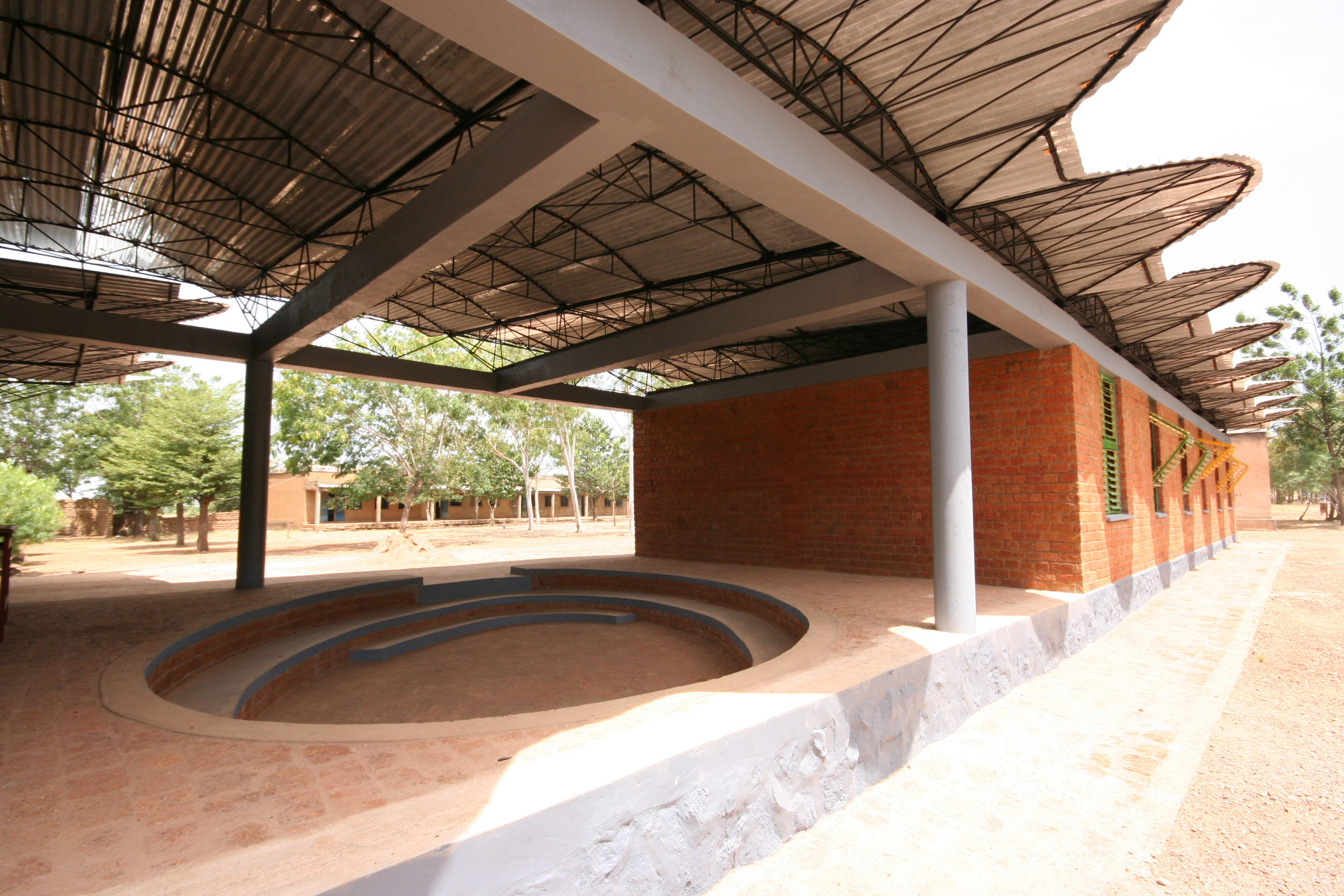
Grundschule in Gando (2007)

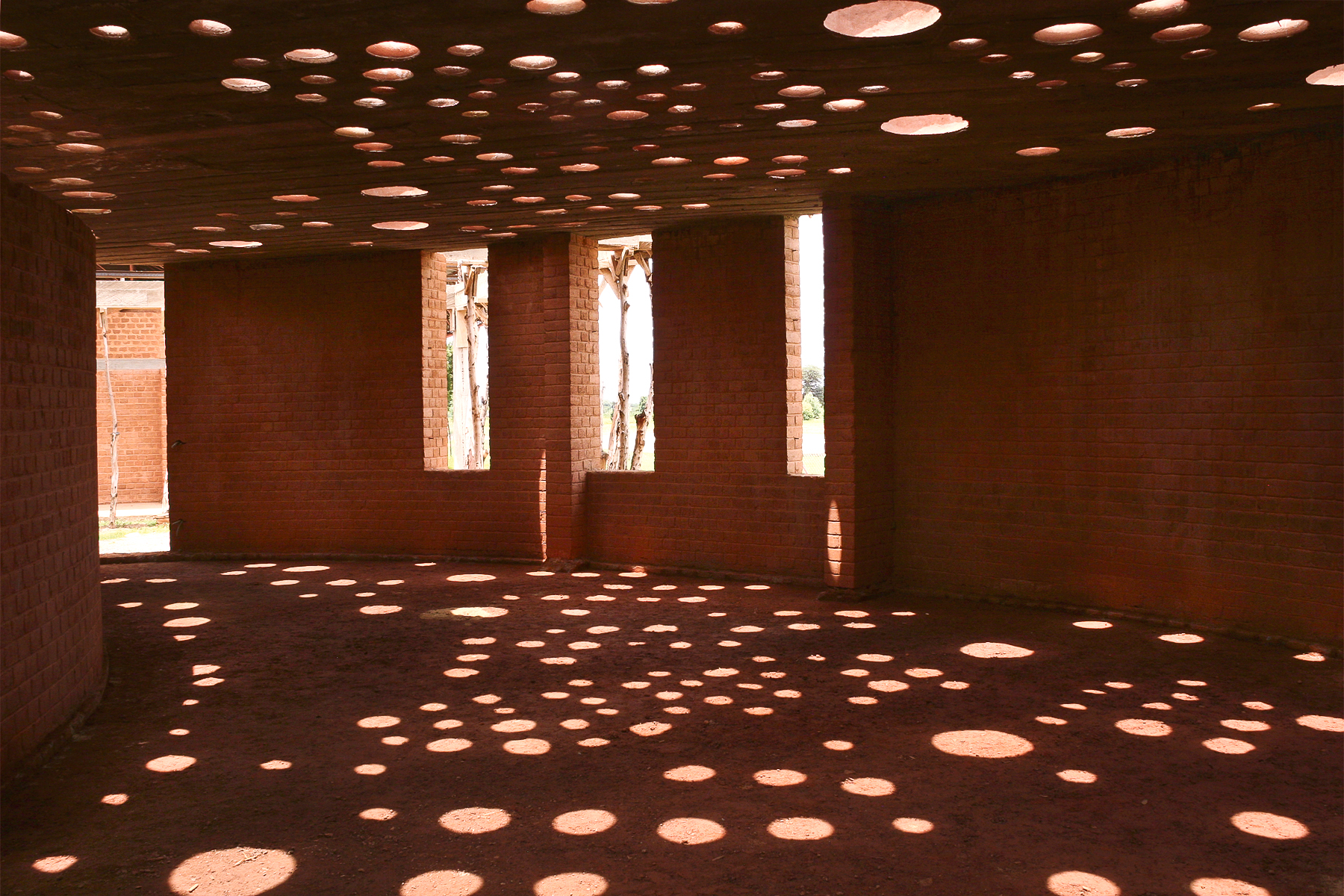
Innenraum der Grundschulbibliothek in Gando (2011)

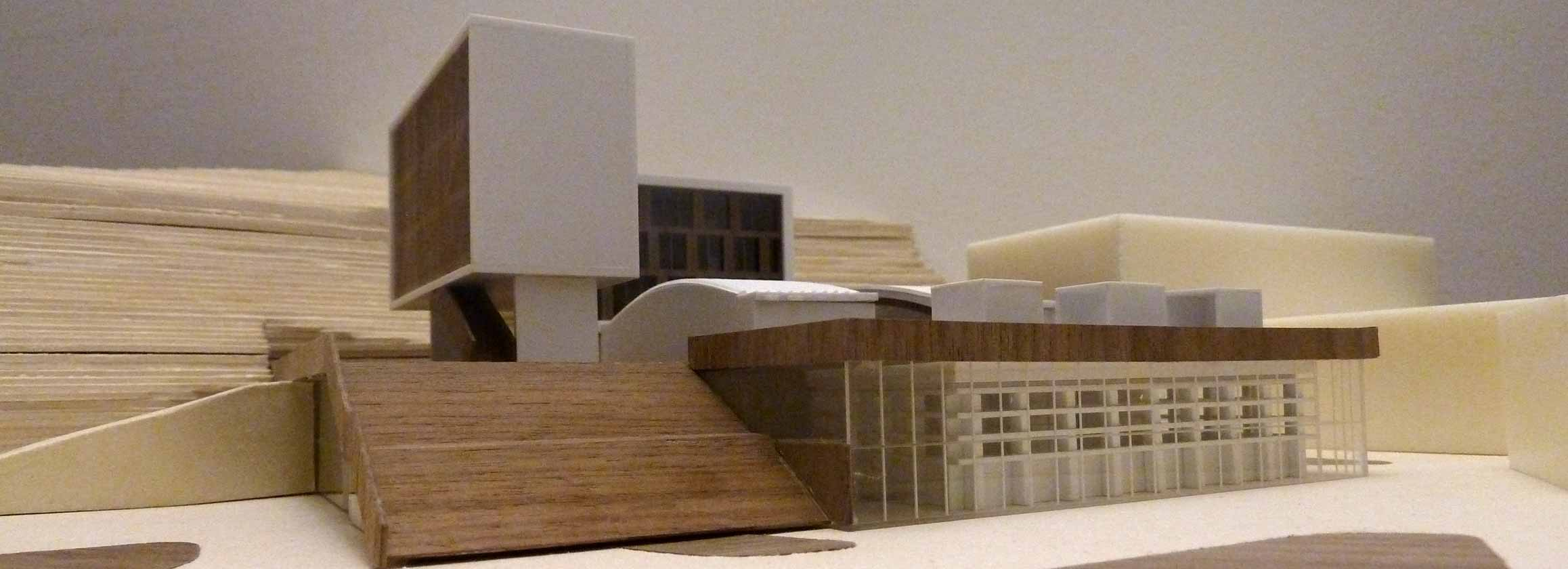
Modell des Projekts Zhou Shan Hafen, China (2012)

Diébédo Francis Kéré (* 10. April 1965 in Gando, Obervolta) ist ein burkinisch-deutscher Architekt. Er betreibt in Berlin das international tätige Architekturbüro Kéré Architecture.
Typisch für Kérés Projekte ist die Verwendung lokaler Materialien, der Einsatz traditioneller Handwerkstechniken, insbesondere im Holzbau, sowie eine energiesparende, kostengünstige und nachhaltige Bauweise. 2022 wurde er mit dem Pritzker-Preis ausgezeichnet, der als renommiertester Preis in der Architektur gilt. Er ist der erste Afrikaner und der dritte Deutsche, der die Auszeichnung erhielt.

## Werdegang
Kéré hat dreizehn Geschwister, er wuchs in einem Dorf in Burkina Faso auf. Im Alter von sieben Jahren schickten ihn seine Eltern zu Verwandten in die nächste Stadt, damit er die Schule besuchen konnte. Er begann nach seiner Schulzeit eine Lehre, in der er in der traditionellen Bauweise seiner Heimat ausgebildet wurde. 1985 führte ihn sein Weg im Alter von 20 Jahren dank eines Stipendiums der Carl-Duisberg-Gesellschaft in Zusammenarbeit mit dem Deutschen Entwicklungsdienst nach Deutschland, wo er seine Schreinerlehre beendete und das Abitur an einer Abendschule machte. 1995 nahm er ein Architekturstudium an der TU Berlin auf. Bereits 2001, noch vor Abschluss seines Studiums, wurde er für den Entwurf und Bau einer Schule in seinem Heimatdorf mit dem hochdotierten Aga Khan Award for Architecture ausgezeichnet. Nach dem Studium gründete er 2004 sein eigenes Büro Kéré Architecture.
Er widmet sich vorrangig sozial und ökologisch nachhaltigen Architekturprojekten in Entwicklungsländern, angefangen bei seinem Heimatland Burkina Faso.
Außer mit dem Aga Khan Award for Architecture 2004 wurde Kéré 2009 mit dem Global Award for Sustainable Architecture, 2010 mit dem Swiss Architectural Award für die Erweiterung der Schule in Gando, 2011 mit dem Marcus Prize for Architecture der University of Wisconsin Milwaukee und 2012 mit dem Holcim Global Award in Gold für das Projekt eines Gymnasiums in Gando ausgezeichnet.
Kéré ist der Architekt des Operndorfes Afrika nach Ideen des Regisseurs Christoph Schlingensief. Im Mai 2012 besuchte der frühere Bundespräsident der Bundesrepublik, Horst Köhler, das Projekt, dessen Schirmherr er war. Kéré setzt sich auch dafür ein, dass die Dörfer seiner ersten Heimat ins UNESCO-Weltkulturerbe aufgenommen werden und versucht in dieser Sache zwischen den verschiedenen Auffassungen der Bewohner und der UNESCO zu vermitteln.
Kérés Arbeit wurde unter anderem im Museum of Modern Art, in der von Andres Lepik kuratierten Ausstellung Small Scale, Big Change. New Architectures of Social Engagement präsentiert, neuerdings auch in Afritecture im Architekturmuseum der TU München. Im Winter 2016/2017 hat er im gleichen Museum die international erste Einzelausstellung seines architektonischen Gesamtwerkes Francis Kéré: Radically Simple präsentiert. Er hat verschiedene Lehraufträge angenommen, u. a. an der Graduate School of Design der Universität Harvard. Bis 2017 unterrichtete er an der Università della Svizzera italiana in Mendrisio. Zum 1. Oktober 2017 wurde er auf die Professur „Architectural Design and Participation“ an die Technische Universität München berufen. Zuletzt unterrichtete er an der Yale School of Architecture. Im Oktober 2021 gab die Bauhaus-Universität Weimar bekannt, dass Kéré im Wintersemester 2021/2022 die Bauhaus-Gastprofessur innehaben wird.

## Bauten
- 2001: Gando Grundschule, Gando, Burkina Faso mit Pichler Ingenieure
- 2004: Gando Lehrerunterkünfte, Gando, Burkina Faso
- 2006–2007: Dano Sekundarschule, Dano, Burkina Faso
- 2006–2008: Erweiterung Gando Grundschule, Gando, Burkina Faso
- 2010: Neugestaltung Nationalpark Mali, Bamako, Mali
- 2010: Zentrum für Erd-Architektur, Mopti, Mali
- 2010: Bücherei der Gando Grundschule, Gando, Burkina Faso
- seit 2010: Operndorf Afrika, Laongo, Burkina Faso
- 2011: Naaba Belem Goumma Sekundarschule, Gando, Burkina Faso
- 2013–2016: Noomdo Waisenhaus, Koudougou, Burkina Faso
- 2014: Chirurgisches Zentrum and Gesundheitszentrum, Léo, Burkina Faso
- 2014–2016: Lycée Schorge, Koudougou, Burkina Faso
- seit 2014: Benga Riverside Wohnanlage, Tete, Mosambik
- seit 2015: Schutzhaus Königliche Römische Bäder, Meroe, Sudan
- 2016–2018: Léo Wohnanlage für Ärzte, Léo, Burkina Faso
- 2016–2020: SKF-RTL Lernzentrum für Kinder, Nyang’oma Kogelo, Kenia
- 2016–2022: Kamwokya-Gemeindezentrum, Kampala, Uganda
- 2017–2018: Benga Riverside Schule, Tete, Mosambik
- seit 2017: Memorial Thomas Sankara, Ouagadougou, Burkina Faso
- seit 2017: Freie Waldorfschule Weilheim, Huglfing, Oberbayern
- seit 2017: Naume Children’s Foundation, Gulu, Uganda
- seit 2018: Goethe-Institut Dakar, Dakar, Senegal
- 2019: Xylem Pavillon für das Tippet Rise Art Centre, Fishtail, Stillwater County, Montana
- 2019–2021: Startup-Lions-Campus, Turkana County, Kenia
- seit 2019: Benin Nationalversammlung, Porto-Novo, Benin
- 2020: Burkina Institute of Technology (BIT), Koudougou, Burkina Faso

## Preise und Auszeichnungen
- 2001: Aga Khan Award for Architecture[14]
- 2009: Global Award for Sustainable Architecture[15]
- 2010: Swiss Architectural Award
- 2012: Global Holcim Award Gold, Lausanne, Schweiz
- 2014: Erich-Schelling-Architekturpreis[16]
- 2017 wurde er mit der Errichtung des Pavillons in der Serpentine Gallery in London beauftragt.
- 2017 wurde Kéré in die American Academy of Arts and Sciences gewählt.
- 2017: Prinz-Claus-Preis
- 2022: Pritzker-Preis[17]
- 2023: Praemium Imperiale[18]

## Ausstellungen
- 2013: Think Global, Build Social!. Bauen für eine bessere Welt. Deutsches Architekturmuseum, Frankfurt am Main.[19]
- 2016: Colorscape. Atrium des Philadelphia Museum of Art[20]
- 2017: Francis Kéré. Radically Simple. A.M. Architektur Museum, TU München; Pinakothek der Moderne, München[21]
- 2017: Serpentine Gallery Pavilion, London
- 2018: Francis Kéré. Primary Elements, Museo ICO, Madrid[22]
- 2019: Sarbalé ke, 12 towers. Coachella Arts and Music Festival in Indio, Kalifornien.[23]
- 2021: Momentum of Light, Fotografien einer Reise mit Francis Kéré von Iwan Baan, Kunsthaus Olten.[24]

Kéré hat an verschiedenen Gruppenausstellungen teilgenommen u. a. 2011 an „Small scale big change“ im MOMA in New York und 2016, sowie 2018 an der Architekturbiennale in Venedig.

## Film
2016 drehte der Schweizer Fotograf Daniel Schwartz den Dokumentarfilm Francis Kéré: An Architect Between & The Design Between Screening, der anschließend auf mehreren Architektur-Ausstellungen gezeigt wurde.